# NGC 5180
NGC 5180 este o galaxie lenticulară situată în constelația Părul Berenicei. A fost descoperită în 21 martie 1784 de către William Herschel. Se află la o distanță de 98,43 de megaparseci de Pământ.